# Neodrassex cachimbo
Neodrassex cachimbo Ott, 2013 è un ragno appartenente alla famiglia Gnaphosidae.

## Etimologia
Il nome della specie deriva dalla catena montuosa brasiliana di rinvenimento degli esemplari: Serra do Cachimbo, nello stato di Pará.

## Caratteristiche
L'olotipo maschile rinvenuto ha lunghezza totale è di 1,98mm; la lunghezza del cefalotorace è di 0,99mm; e la larghezza è di 0,76mm.

## Distribuzione
La specie è stata reperita in Brasile: l'olotipo maschile è stato reperito nei pressi di Campo de Provas Brigadeiro Velloso, località della Serra do Cachimbo, nello stato di Pará.

## Tassonomia
Al 2015 non sono note sottospecie e dal 2013 non sono stati esaminati nuovi esemplari.